# رئیس‌جمهور (فیلم ۱۹۶۱)
«رئیس‌جمهور» (فرانسوی: Le Président‎) فیلمی در ژانر سیاست و درام به کارگردانی آنری ورنوی است که در سال ۱۹۶۱ منتشر شد. از بازیگران آن می‌توان به ژان گابن، رنه فاوره، برنار بلیه، و لوئی سنیه اشاره کرد.